# Malizia 2mila
Malizia 2mila, conosciuto anche con il titolo Malizia 2000, è un film del 1991 diretto dal regista Salvatore Samperi. Si tratta del sequel del celebre film Malizia e segna l'ultima apparizione cinematografica di Laura Antonelli.

## Trama
Il sessantenne Ignazio La Brocca vive con la moglie Angela, sua ex cameriera, in una lussuosa villa. Il giovane archeologo Lance Bruni vi giunge con il quindicenne figlio Jimmy su invito del sovraintendente alle Belle Arti: si sospetta l'esistenza, nel sottosuolo, di una tomba ove Ruggero di Altavilla murò viva la principessa Aisha, colpevole di non aver ceduto alla sua passione. Jimmy, turbato dalle mature grazie di Angela, che dorme ormai separata dal marito, le fa trovare una rosa e un biglietto piuttosto esplicito. Dapprima Angela sospetta l'architetto, quindi si convince che l'autore delle missive, in cui il focoso spasimante minaccia di farsi del male ed addirittura uccidersi, sia il ragazzo. Costui, rivelando un carattere perlomeno contorto, giunge a mutilare il padre di un lobo auricolare, di un dito ed a sfregiargli il viso simulando con astuzia altrettanti incidenti, pur di tener in piedi la morbosa finzione.
Gli scavi proseguono, così come gli equivoci, finché Ignazio, convinto da Jimmy a sottrarre nottetempo alcuni preziosi dal sepolcro finalmente scoperto, resta bloccato da un'esplosione provocata dal diabolico ragazzo. È giunta l'occasione per dar corpo alle speranze tanto attese: ma al momento di entrare nella stanza di Angela, a Jimmy manca il coraggio. Costei si consola quindi con l'archeologo. Ma l'arrivo degli ospiti e il carosello di vicende, nonché l'abbandono di Ignazio da parte della giovane segretaria-amante hanno scosso il noioso tran tran della matura coppia, che, nel congedarsi dagli ospiti, sembra aver ritrovato l'accordo di un tempo.

## Accoglienza
Il film, giudicato "patetico e imbarazzante", si rivelò un fallimento ed un totale insuccesso al botteghino.

## Controversie
Il produttore e il regista del film costrinsero Laura Antonelli a sottoporsi alle cure di un chirurgo estetico, il quale le praticò dei trattamenti, per nascondere alcuni inestetismi tipici dell’età. 
Dalla faccenda nacque un lungo processo civile, che vide contrapposta l'attrice ai due uomini. Secondo i legali di Laura Antonelli i trattamenti estetici avrebbero sfigurato la propria assistita, deturpandone i lineamenti del viso, a seguito di una reazione allergica alle sostanze iniettatele. In conseguenza di ciò, ai tre venne chiesto un risarcimento di trenta miliardi di lire.
Dopo tredici anni di attesa, sulla base della relazione tecnica redatta da un pool di esperti, il Tribunale di Roma respinse la richiesta di maxi risarcimento e sentenziò che le alterazioni dermatologiche patite da Laura Antonelli non dovessero essere ascritte alle sostanze iniettatele, bensì ad una reazione allergica nota come edema di Quincke, che non aveva nulla a che vedere con il trattamento estetico praticatole. Di conseguenza, il chirurgo plastico fu scagionato da ogni accusa, così come il produttore e il regista citati in giudizio dai legali dell'attrice.
A causa dell'eccessiva lentezza del processo, Laura Antonelli scivolò in una condizione di profonda sofferenza psichica, che ne determinò il ricovero presso il centro d'igiene mentale di Civitavecchia in più di un'occasione. Ciò spinse i legali dell'attrice a citare in giudizio il Ministero di Grazia e Giustizia, chiedendo un adeguato risarcimento da parte dello Stato italiano per la propria assistita. Nel 2003, al termine del processo di primo grado, a Laura Antonelli venne riconosciuto un risarcimento forfettario di diecimila euro. Una somma per nulla adeguata al danno subito, sostennero i legali dell'attrice, che sottoposero il caso giudiziario e umano della propria assistita anche alla Corte Suprema dei Diritti dell'Uomo di Strasburgo. L'estenuante iter processuale si concluse con esito favorevole per Laura Antonelli, alla quale la Corte d'Appello di Perugia, con decreto del 23 maggio 2006, riconobbe un risarcimento di 108.000 euro, più gli interessi, per i danni di salute e di immagine patiti a seguito della sua odissea giudiziaria, protrattasi per nove anni. La legittimità di tale sentenza ed il conseguente risarcimento in denaro a favore di Laura Antonelli furono poi ribaditi e confermati in via definitiva anche dalla Corte di Cassazione, con ordinanza nr. 22280 (5 giugno - 24 ottobre 2007).